# شركة الشرق الأوسط للكابلات المتخصصة
شركة الشرق الأوسط للكابلات المتخصصة (مسك) هي شركة مساهمة سعودية، تأسست في الرابع من نوفمبر عام 1992 , برأس مال يبلغ أربعمئة مليون ريال سعودي، يتمثل النشاط الرئيسي لشركة الشرق الأوسط للكابلات المتخصصة في صناعة وتسويق الكابلات المرنة والكهربائية والمحورية والمطاطية بالإضافة إلى كابلات الهاتف والكمبيوتر وكابلات التحكم والمقاومة للحريق.

## الشركات التابعة
- شركة مسك - رأس الخيمة (100%)
- شركة مسك لكابلات الجهد المتوسط والعالي - الأردن (57.5%)

## وصلات خارجية
- ملف الشركة على موقع مباشر
- ملف الشركة على موقع أرقام